# Rossia pacifica
Sépiole du Pacifique boréal
Espèce
Rossia pacifica, communément appelé la Sépiole du Pacifique boréal, est une espèce de seiches de la famille des Sepiolidae, originaire du nord de l'Océan Pacifique. Cette espèce se rencontre pendant l'hiver sur les pentes sablonneuses peu profondes et aux courants modérés. Elle migre en été vers des eaux plus profondes afin de s'y reproduire. La femelle colle ses œufs sous des récifs ou des pierres. La femelle et le mâle meurent ensuite rapidement après l'accouplement.

## Description
La Sépiole du Pacifique boréal est une espèce à la taille assez réduite. Les spécimens de cette espèce peuvent mesure de 5 à 11 cm de long. Le dimorphisme sexuel se limite à une différence de taille entre les sexes, les femelles étant généralement plus grandes que les mâles. 
Elle possède huit bras courts, une paire de tentacules rétractables et deux grands yeux. Ses bras peuvent comporter jusqu'à quatre rangées de ventouses. 

## Distribution et habitat
La Sépiole du Pacifique boréal est originaire du nord de l'Océan Pacifique. Son biotope s'étend des côtes de la Corée, en passant par le Japon et la Mer de Béring à la côte ouest de l'Amérique du Nord jusqu'au sud de la Californie.
Il est possible de la rencontrer sur les fonds marins à des profondeurs allant de 20 m en hiver à près de 1 350 m en été lors de la période de reproduction. 

## Comportement
La Sépiole du Pacifique boréal repose généralement sur les fonds marins et se déplace grâce aux ondulations de ses ailettes ou, en cas de danger, par l'expulsion de l'eau de son manteau (muscle servant à propulser l'eau hors de son corps)
Si elle est dérangée par un prédateur, elle peut également propulser un épais nuage d'encre pour prendre la fuite.
La reproduction a lieu en fin d'été et à l'automne dans les eaux profondes. La femelle dépose jusqu'à cinquante œufs en petits groupes, qui sont attachés sous des pierres, des coquillages ou des algues. Les œufs sont de couleur blanc-crème, et mesurent environ 1 cm de diamètre. Ils éclosent au bout d'une période allant de quatre à neuf mois et les juvéniles lors de leur naissance possèdent déjà toutes les caractéristiques des individus adultes.
La Sépiole du Pacifique boréal vit en moyenne deux ans et meurt après la période de reproduction.

## Liste des sous-espèces
Selon World Register of Marine Species (17 septembre 2020) :
- sous-espèce Rossia pacifica diegensis Berry, 1912
- sous-espèce Rossia pacifica pacifica Berry, 1911

## Publication originale
- (en) S. Stillman Berry, « Preliminary notices of some new Pacific cephalopods », Proceedings of the United States National Museum, Washington, Inconnu, vol. 40, no 1838,‎ 1911, p. 589–592 (ISSN 0096-3801 et 2377-6560, OCLC 1259735, DOI 10.5479/SI.00963801.1838.589, lire en ligne).